# Dianora Pérez
Dianora Josefina Pérez Montilla (Caracas, 1981) es una artista y profesora venezolana. Sus libros e instalaciones artísticas han sido reconocidos con distintos premios y residencias artísticas, obteniendo notoriedad a partir de la revisión de la memoria colectiva, la violencia y la visibilidad de la misma.

## Biografía
Nace el 12 de noviembre en Caracas. Sus primeros años de formación trascurren  bajo la tutela de las Hermanas Agustinas Recoletas del Corazón de Jesús. Participa en distintos talleres artísticos dirigidos por Nancy Urosa, Majob Parabavis, Juan Toro y Nelson Garrido. Obtiene el título de Técnico Superior en Diseño Gráfico en el IUTIRLA. Se titula como Profesora de Artes Plásticas por la Universidad Pedagógica Experimental Libertador y el Instituto Pedagógico de Caracas (2008), y obtiene la maestría en Artes Plásticas bajo misma institución (2015). Adquiere formación en edición de libros a través de un diplomado en La Universidad Central de Venezuela (2015). Fungió también como coordinadora de la Unidad de Publicaciones e Imprenta UPEL- IPC. Opta por el doctorado en Cultura y arte para América Latina y el Caribe en la misma institución.
Inicia su carrera expositiva en el año 2002. Su quehacer artístico le ha valido la obtención de residencias y estadías en Alemania y España.

## Temáticas y problemáticas

### Libro paradójico: espectador como invidente funcional
El libro como pieza artística o libro de artista no es solo un formato para la autora, que lo utiliza como vehículo para el braille como lenguaje universal de una lectura tipográfica, sino que establece “un acercamiento entre el invidente y el vidente”. Los libros deben leerse con las manos, y llevan al espectador vidente a experimentar la invidencia respecto a los contenidos:
«En Memorias, la sutileza del código hace visible cada víctima, en algunos casos llamándola por su nombre y dejando ver su fecha de fallecimiento, mientras que en braille se narra el horror que cada una padeció. Así las manos del espectador dan alivio a las heridas atreves de la acción poética de tocar las palabras».

### La estética del deterioro
Parte de la obra puede ser pensada dentro del espacio de la estética del deterioro, categoría que la autora toma de un trabajo crítico alrededor de Álvaro Mutis, y desarrolla desde lo teórico-práctico.
«Por ‘estética del deterioro’ se entienden, en el contexto de la obra mutisiana. los elementos en decadencia, percibidos como residuos causados por los acontecimientos, la usura del tiempo, los sedimentos subyacentes de la muerte, la destrucción causada por el uso y el desgaste, los personajes víctimas de las plagas, la sociedad en descomposición, los espacios desiertos, las vastas regiones sin nombre, las ciudades monótonas y la visión particular que Alvaro Mutis tiene del trópico. En contraste, Mutis utiliza un lenguaje poético respetando sus códigos ambiguos y plurívocos en cualquiera de los géneros que escribe, dando así nacimiento a una estética».
La estética del deterioro en el proyecto artístico de la autora es un proceso de conceptualización y sustitución en las obras, que troca la imagen plástica de los eventos violentos en palabras, haciendo que el espectador la genere por sí mismo. La imagen es hecha residuo que el espectador expande, mientras que es presentada dentro de un código lingüístico-artístico que da cuenta de la violencia.

#### Desaparición y memoria.
La violencia de la que da cuenta la obra problematiza la memoria como espacio identitario.
«El término memoria implica un conjunto de historias, anécdotas, afectos, pasado, olvido y recuerdos habitados en todos los seres humanos».
Crónica[s] y los libros de artista problematizan y revierten la memoria como sitio dual para el olvido. La autora explicita que el volumen y velocidad de las noticias sobre violencia y delincuencia normalizan el evento.
«Hoy la mirada se vuelve más bien hacia el futuro y los acontecimientos muchas veces se viven a velocidades que se van convirtiendo en desechos instantáneos, generando más bien una sociedad desacralizada».
De tal forma, el deterioro o desaparición de las imágenes en la memoria, permiten al proyecto estético problematizar el deterioro como proceso en que el referente artístico trae de vuelta el recuerdo de lo desaparecido, siendo imagen personal para el espectador:
«Esta especie de corto circuito entre memoria e imagen se coloca precisamente bajo el signo de asociación de las ideas: si estas dos afecciones se unen por contigüidad, evocar una- por tanto, imaginar-, es evocar la otra, por tanto, acordarse de ella».

### Edición
La experimentación con formatos, tamaños y materiales en la práctica editorial se concretan dentro de libros experimentales que presentan la violencia y el deterioro. Así creó El Libro Rojo (2015), El Libro Azul, El Libro Blanco (2016), El Libro Dorado (2016) y El Narcolibro (2017), que conforman la serie PERversiones. También ha realizado EL ALEPH de Borges (2016) y El Libro de Vida (2018) como piezas independientes.
Los libros forman parte de la colección dimensión fractal.

## Labor crítica

### ¿El arte contemporáneo un elemento de integración cultural entre Europa y América Latina? (2011)
El texto plantea un modelo histórico de interpretación para el arte que la interpreta a partir del momento temporal y social que la produce.
“El siglo XX, por ejemplo, trajo consigo la mirada a los objetos como detonante de diversas creaciones artísticas y con la presentación de la visión novedosa de las características ocultas se instaló la metamorfosis, lo mutable, lo cambiante como un lenguaje plástico”.
Desde este paradigma, se pasa revista por periodos como la ilustración, el deconstructivismo y el Dadá europeo. Así como también los procesos de modernización latinoamericanos, su relación de cambio social y los procesos de industrialización y desfase económico como factores determinantes del discurso artístico latinoamericano.

## Obras

### Exposiciones individuales
Galería La Tertulia del Arte. Obra: La Caja de los sueños. Miranda, Venezuela. 2014.
VGA. Espacio Proyecto Libertad. Mérida, Venezuela. 2019.
PERversiones Fundación Sala Mendoza, Caracas, 2018.
Despotismo Ilustrado, Caracas, 2018.
Gedeón (Cerquone Projects. Caracas, Venezuela. 2019)
Crónica[s] (Quinta Sala Mendoza. Caracas, Venezuela, 2020).

### Colectivas
Michelena Reinventado 2007-2008.  Museo Arturo Michelena. 2007.
35 x 35 Asociación Venezolana de Artista Plásticos. 2007.
Salón Alejandro Otero. Obra: «Senectud» 2008.
XVII Salón en Homenaje. «Mnemosine». 2009.
I Salón de Dibujo 20x20  «El Apartaco». 2011.
XI Velada de Santa Lucia. Obra: «Contigo Pan y Cebolla». 2011.
Territorio Desdibujado 2.0. (en la XI Velada Santa Lucía). Maracaibo. 2011.
Festival Internacional de Cine Subterráneo. Mérida, Venezuela. 2011.
Salón Juan Lovera XLII Edición. 2013.
Bienal. I Salón Nacional de dibujo y Estampa. Obra: Dibujando Realidades. Valencia, Venezuela. 2013.
Salón Juan Lovera XLIII Edición. Obra: El barrio descrito por Salvador Garmendia en Los pies de barro. 2014.
Trans humanar. Complejo cultural y deportivo Los Salias. 2015.
Colectiva Expresión Da Vinciana. Facultad de Ciencias Económicas de la UCV. 2015.
El Taller de Zulay. Estación del Metro de Caracas. 25 de marzo de 2016.
Edición Premio Mendoza #14. Caracas, Venezuela. 2016-2017.
10 Edición Salón Octubre Joven. Museo de Valencia, Venezuela. 2016.
3.ª Bienal de gráfica en homenaje a Alirio Palacios. Museo del Diseño y la Estampa Carlos Cruz-Diez. Caracas, 2016.
40° Nacional de Arte Aragua. Venezuela 2015-2016.
Salón Jóvenes con FIA 2017. Maracaibo, Venezuela. 2017.
Tres en contexto. Galería D'museos. Caracas, Venezuela. 2018.
Arte y sociedad, jóvenes creadores venezolanos. Goethe Institut Caracas. 2018.
El cálculo de las proporciones. Centro Cultural Padre Carlos Guillermo Plaza en la Universidad Católica Andrés Bello. Caracas, Venezuela. 2019.
El tiempo tiende a olvidar. Espacio Proyecto Libertad. Mérida, Venezuela. 2019.

### Información técnica

#### Crónica[s] (2019)[1]

##### Dejadnos llorar
19 pañuelos de algodón moreno bordados con sedalina en punto-atrás (DL color 09), y bordes tejidos en hilo de algodón (hilo carmencita. Color: 4268). Presentan la bandera de cada una de las comunidades autónomas españolas.
Dimensiones 28 x 29 cm cada pieza.

##### Ausencia
Instalación. Dimensiones variables. Restos de una pizarra escolar de tiza sobre soporte de madera (marco de pizarra)

##### Memorias Invisibles
Libro-Instalación. 21 trípticos de 21 x 21 cm (cerrado) / 21 x 63 cm (desplegado) en conjunto de facsímiles grabados en Braille (Papel manila y papel para esbozo Guarro). Sello de goma con tinta verde y máquina de escribir.
1 desplegable de 42 x 63 cm

##### Mosca
Cinta atrapamoscas con la palabra mosca grabada en Braille, intervenida por medio de cinta encolada con productos naturales. Presentada en suspensión. Dimensiones variables.

##### MalaHierba
Instalación. Inscripción de vinil autoadhesivo de alto tráfico, en relieve sobre pavimento. Dimensiones variables. 

#### Despotismo [I]lustrado. Capítulo Mérida (2019)[33]

##### Gedeón (serie 1/7)
Instalación. Código sobre aluminio, cobre y plástico. Baterías de Celulares. Texto «perdón mami... oren por nosotros» extraído de audio (enviado 15 de enero 210, 28 segundos).

##### Gedeón (serie 2/7)
Instalación. Código sobre aluminio, cobre y plástico. Baterías de Celulares. Texto «Estamos rodeados...» extraído de audio (enviado 15 de enero 210, 53 segundos).

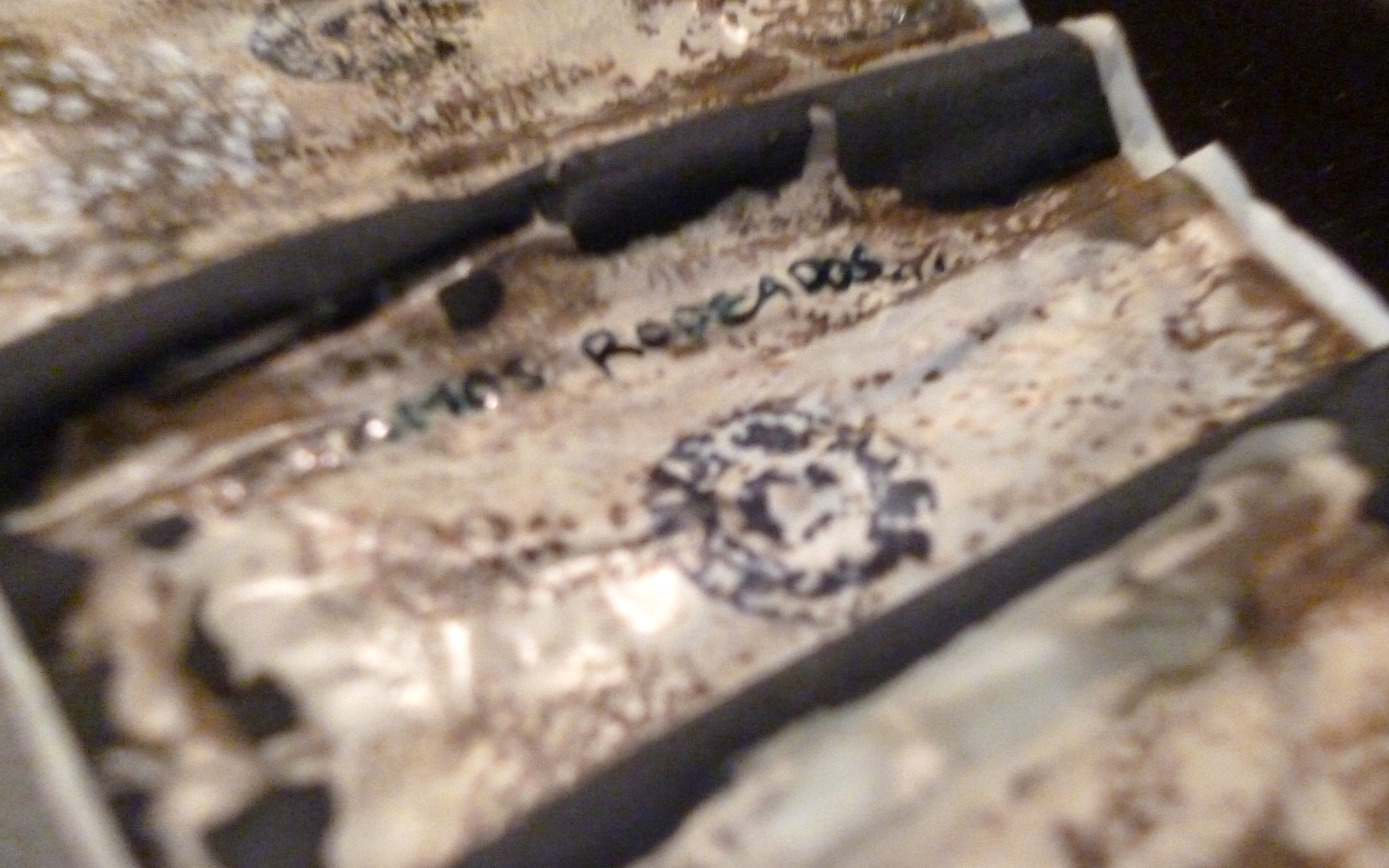
Detalle Gedeón serie 1/7

##### Las Telitas del anexo (2015)
Instalación. 60 banderas blancas de 25 x 30 cm

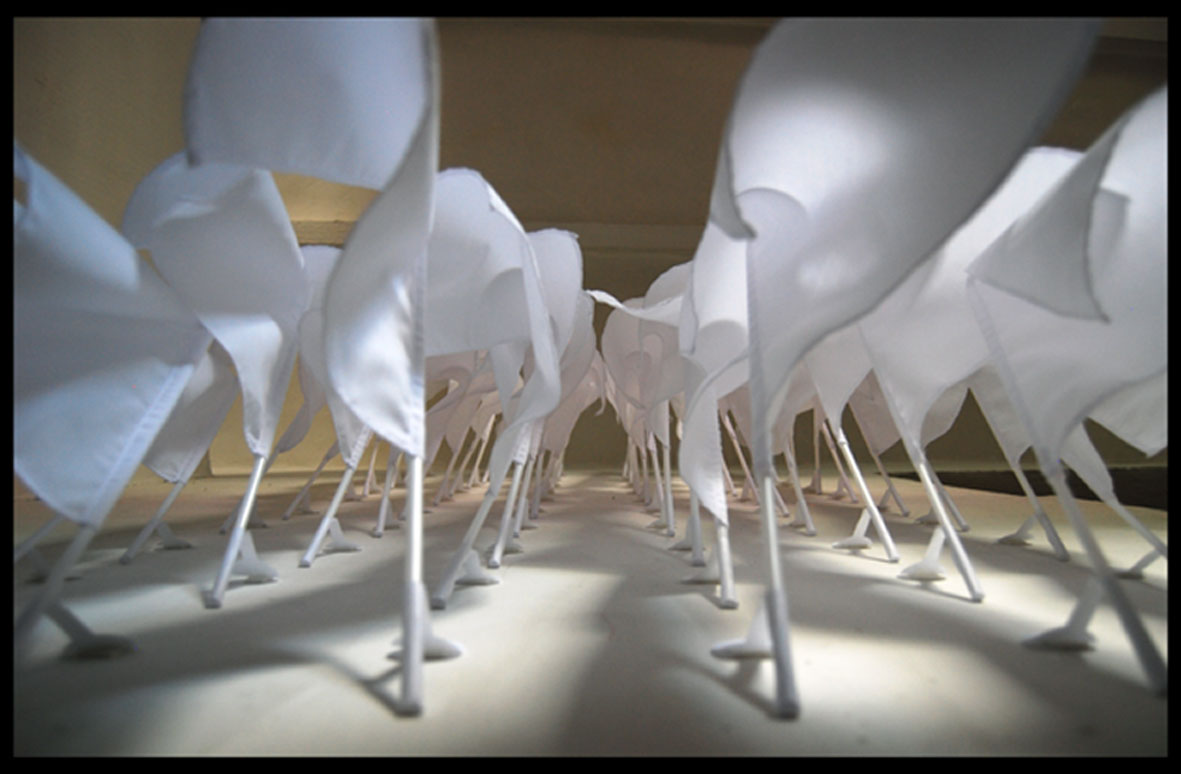
Las Telitas del Anexo. Perspectiva inferior.

##### La Carbonera (2018)
71 piezas de papel carbón 03 grabadas con «quiero darle sepultura a mi hijo» en braille. Máquina de escribir y sello de goma.
«‘La Carbonera’, de Dianora Pérez, expresa a través de una estratégica materialidad una compleja metáfora de quema, de ceguera, de la imposibilidad de la sustitución, sobre la incomprensión de un hecho que muestra la ausencia del 'nosotros', producida ante el fallecimiento violento de 71 personas».

##### THE LEGACY (2018)
Tela de camisa de estudiantes de bachillerato. 12 cajas de cartulina blanca con tapa de acetato. 
Dimensiones individuales18 x 4 x 2,5 cm.

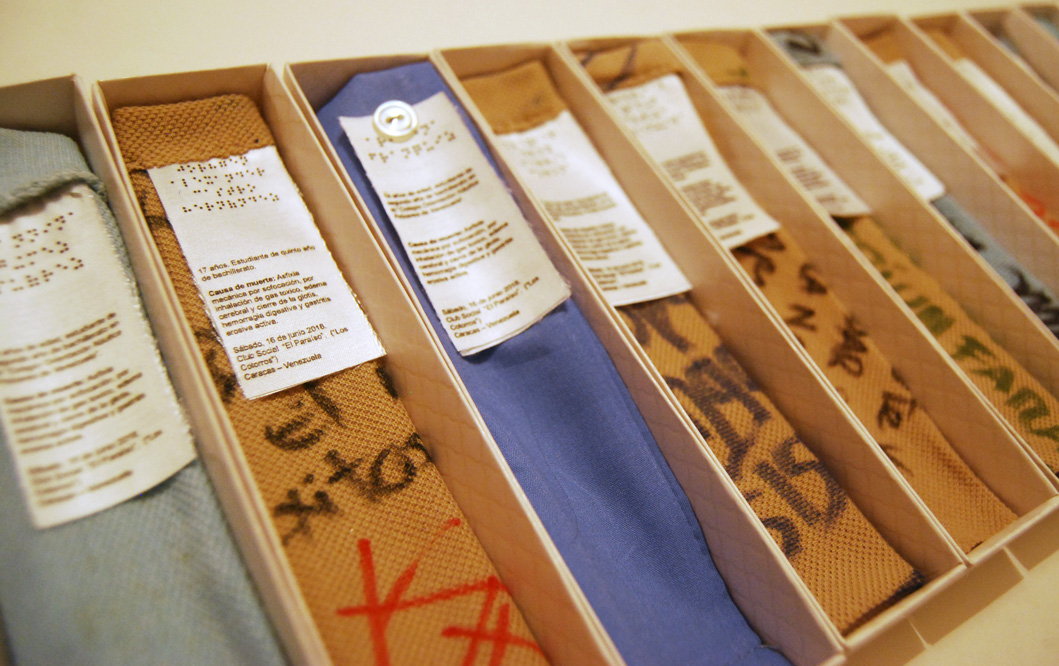
Instalación The Legacy: detalle

##### Libro de Vida (2018)
Impresión Injet y tipográfica. Grabado en Braille. Guantes.
Dimensiones 22,5 x 15,5. 42 páginas. 

## Premios y reconocimientos
- Ganadora del XX Salón Banesco Jóvenes con FIA (Maracaibo, Venezuela. 2017).
- Premio en la categoría Libro de Artista en la Bienal de gráfica en homenaje a Alirio Palacios (Venezuela. 2017).
- Mención Honorífica Premio Eugenio Mendoza #14 (Caracas, Venezuela. 2017).
- Ganadora del premio Goethe Institut Caracas en Arte y sociedad. Jóvenes creadores venezolanos (Caracas, Venezuela. 2018).
- Mención Artista emergente de la Embajada de España en Venezuela en el Premio Eugenio Mendoza #15 (Caracas, Venezuela. 2019).
- Mención Especial en Por los caminos verdes. Venezuela a los 250 años de Humboldt (Caracas, Venezuela. 2019).
- Premio AICA en la categoría Artista emergente (Caracas, Venezuela. 2019).[1][6]